# Baeostethus
Baeostethus is een monotypisch geslacht van kevers uit de familie van de kortschildkevers (Staphylinidae).

## Soort
- Baeostethus chiltoni Broun, 1909